# Evgeny Tishchenko
Evgeny Andreevich Tishchenko (em russo:  Евгений Андреевич Тищенко; nascido em 15 de julho de 1991) é um boxeador russo, vencedor da medalha de ouro no Campeonato Mundial de 2015 e no Campeonato Europeu do mesmo ano. É também bicampeão nacional.
Representou a Rússia no boxe nos Jogos Olímpicos de Verão de 2016, no Rio de Janeiro, Brasil.